# Богдан-2312
Богдан 2312 — лёгкий грузовик с кузовом типа «пикап», разработанный на Украине на базе шасси ВАЗ-2110.
Первый образец был представлен в конце мая 2010 года. У модели частично рамная конструкция с рессорной задней подвеской, откидной задний борт, есть защитная решетка за задним стеклом, а по периметру приспособлены специальные кольца для натяжения тента.